# 一片歌手
一片歌手，為流行音樂界中曾與唱片公司簽約成為歌手，但在首張專輯發行後不再有新作品之藝人。亦稱一碟歌手。
英語中有類似的說法"one hit wonder"，不過"one hit wonder"其實泛指曾靠一首單曲爆紅，日後就再無突出作品的藝人，而非指首張專輯就不紅導致後續沒發片機會者。

## 原因
一片歌手原因眾多，大致可分為：
- 歌手倦職。
- 歌手本身另有職業。
- 歌手能力不足且疏於精進。
- 專輯銷況不佳，未能獲得新片合約。
- 公司資金出現問題，導致新專輯運作停擺。

## 較著名的一片歌手
通常「一片歌手」因唱片銷售量不佳而再也沒有作品的話，是不會有知名度的。但有些曾經發行唱片的人原本就擁有知名度，或是在歌唱事業失敗後轉而在其他領域活躍（節目主持人、電台DJ、電影或電視劇演員等）才廣為人知的。如果沒有刻意提起，通常只有少部分人會知道「這個人曾經發行過唱片」。

### 新加坡
1. 林里嬪《離不開愛情的女人》（演員）
2. 鄭雪兒《别装傻》（演員）
3. MIRAI《未來》
4. AM FM GIRLS《同名專輯》（虛擬組合。據傳聞，有一位成員是#黃湘怡）
5. 林玉婷《拒絕不了》
6. 龔詩嘉《好‧詩嘉》
7. 洪俊揚《獨角獸》
8. 陳冠蒲《就讓你走》
9. 李銘順《李銘順物語》（演員）
10. 郭妃麗《郭妃麗同名專輯》（演員）
11. 鄭惠玉《十分…鄭惠玉》（演員）
12. 潘哲玄《真的愛你》（主持人）

### 馬來西亞
1. 陳立強《我愛你勝過這世界》
2. 楊普評《超越》
3. 黃國俊《Love Time》
4. 心微《背對的詩》
5. 淑惠美娜《兩個人》
6. 邱暐議《阿議的情歌風味屋》
7. 樂紅《出軌 ‧ 不懂》
8. 邱詩凌《一克拉》

### 台灣
1. 張誌家 《It's My War》（台灣旅日棒球選手。即使並非職業歌手，也曾經於2002年發行專輯。）
2. 盧春如《我不是她》（電台節目主持人。曾經於1999年發行專輯，但銷售量不佳而未再有作品。）
3. 李秀媛《讓心隨夢飛》（電台及電視節目主持人）
4. 殷悅《愛的Melody》
5. 蔡日軒《實現》
6. 張心傑《打開心傑》
7. 錢薇娟《快樂高手》（女子籃球運動員）
8. 吳名慧《無可救藥》
9. 《愛的NaNa》
10. 霍經倫《Hello》（幕後音樂人）
11. 吳立琪《你比我清楚》
12. 朱少薇《Gotta have you now現在就要》
13. 趙之璧《在你和天空之間》
14. 鄭新瑋《六年級女生》
15. 高山峰《無聊的人生》
16. 王仁宏《戴眼鏡的小孩》
17. 洪愛莉《沒有月亮的時候》
18. 林榆涵《Ring》
19. 簡沛恩《我的說明檔》（曾經於2001年以藝名吳姵文發行專輯，但銷售量不佳而未再有作品。）
20. 宋新妮《I'm 宋新妮》
21. 楊家成《抱抱我》
22. 高山峰《無聊的人生》
23. 小安《浪費愛情》
24. 霍建華《開始》
25. 許嘉凌《超人氣》（歌手許慧欣的妹妹）
26. 張智堯《她是誰》
27. 吳百倫《朋友，出去走走》
28. 苗子傑《JAY阿傑》
29. 吳辰君《心已點燃》（演員）
30. 沈孟生《男人心事》（演員）
31. 徐華鳳《如果在天堂》（演員）
32. 蕭淑慎《愛恨》（演員）
33. 歐陽龍《愛在風中飛》（演員）
34. 歸亞蕾《你的影子》（演員）
35. 況明潔《夜行天使》（組合-城市少女）
36. 蔡雨倫《用最傻的方式愛你》（組合-憂歡派對）
37. 羅紘武《堅固柔情》
38. 林壯維《是不是愛過一回就如何去愛》
39. 李俊廣《我不是一個可以依靠的人》
40. 劉佳慧《自己就是自由 “I”是愛，我是劉佳慧，我愛自己。》
41. 張洛君《童心》（組合-紅孩兒）
42. 李李仁《不愛的不是我》（演員）
43. 王靜瑩《最壞的寶貝》（演員）
44. 陳俊生《Blue》（演員）
45. 王祖賢《與世隔絕》（演員）
46. 潘儀君《你給我一片天》（演員）
47. 強力重拍《由零開始》
48. Why Not樂團《無法度按奈》（當中的鼓手即是現在五月天的冠佑。）
49. dMDM《愛上你只是我的錯》
50. WOW《頭號人物》（有韓國成員）
51. 蕭薔《Bella同名專輯》（演員）
52. 江得勝《掏空天空天空》
53. 王介安《最熟悉的陌生人》（知名電台主持人）
54. ZIP發射樂團 《Shout》
55. WeWe 《Happy Day》（演員林佑威&李威）
56. 李威 《迷彩》
57. 王渝《新多少柔情多少淚》
58. 薛忠銘《多情女人心》（幕後音樂人）
59. 莊立帆《愛你是這樣的苦》（幕後音樂人）
60. 陳俊廷《我的真心没有罪》（幕後音樂人）
61. 戚小戀《飛了吧》（幕後音樂人）
62. 畢國勇《愛好痛，心不苦》（幕後音樂人）
63. 黎明柔《我賴你》（知名電台主持人）
64. 陳雨霈《菜鳥探戈》
65. 康淨淳《曬太陽》
66. 林景瀅《愛撫》
67. 郭婷婷《愛的勝利》
68. 韓志堅《你是想飛吧·珍惜》（歌手王中平的三弟）
69. 周方瑀《旁邊的旁邊是你》
70. 左戎《盼》
71. 薛艾華《走過來時不該走的路》
72. 陳妤《天天改變·天天不變》
73. 洪亞薇《這樣愛你錯了嗎》
74. 蔣修容《紅塵有愛》
75. 鄒美儀《心愛的人.六月暝》（知名主持人）
76. 盛噶仁波切《我要你幸福》（中國大陸青海省藏傳佛教人士，2007年來台灣發片。有「時尚活佛」之稱。）
77. 滾石小子 《熱力飛行》
78. 帥哥美女綜藝團 《愛說笑》
79. 黑珍珠 《為你瘋狂》
80. 超視覺風暴 《媽媽什麼叫做戀愛》（成員之一即是前少女隊的王思涵。）
81. 星星月亮太陽 《我有自己的路走》
82. 玉唐 《敬自己一杯白開水》《合輯 一輩子的愛》
83. Beauty4《同名專輯》
84. One Fifth 《五分之一同名專輯》（新加坡演員來台灣發片）
85. Kandy Chen 《華麗的冒險》（是當時紅極一時的中性藝人）
86. 高以愛 《Alisa》
87. 吳佩珊《同名創作專輯》
88. 張元蒂《All in one》
89. 馮瑋君《同名專輯》
90. 唐艾萱《同名專輯》
91. 劉虹翎《夢時代 (專輯)》
92. 放客兄弟 《放客兄弟同名專輯》
93. 駱雨喬 《19歲》
94. 劉允樂 《允樂》
95. 袁瑗 《唱首情歌給誰聽》
96. 林家利《神秘情人》
97. 唐志偉、王大任、陳時正《敲開夢和春天》
98. 增山裕紀 《第一次》
99. 蓓麗 《我愛Koumis 首張創作專輯》
100. 何以奇 《黑白世界》
101. 蘋果派 《Apple Pie》
102. 盧昌明《少數民族》
103. 鐵之女合唱團《夢的火焰》
104. 蔡淳 《再唱一次》（歌手蔡藍欽的弟弟）
105. 翁新茜《認路》
106. 璽恩《璽出望外》
107. 浪花兄弟 《浪花兄弟同名專輯》
108. 林欣甫 《克隆太陽》

### 香港
1. 孫興《可達心裡面》（前亞視藝員，曾在台灣發專輯。）
2. 袁詠儀《沒什麽》（香港小姐冠軍、香港電影金像獎最佳女主角）
3. 李中希《太著緊》（無綫藝員》
4. papa jay《緣份的出口》（前商台DJ，曾以曾仕賢為名出碟）
5. 蔣嘉瑩《約會》
6. 杜汶澤《合氣道》（演員）
7. 湯鈞禧《同名EP》（曾在台灣發專輯）
8. 李奇駱《同名EP》（曾在台灣發專輯）
9. 陳曉淇《同名EP》（曾在台灣發專輯）
10. 江彬《I Still Loving You》
11. 謝明《愛太野》（曾在台灣發專輯）
12. 鄺文珣《幸福後樂園》（曾在台灣發專輯）
13. 關之琳《相約到永久》（曾在台灣發專輯）
14. 葉子楣《十分坦白》（曾在台灣發專輯）
15. 李麗珍《純真》（曾在台灣發專輯）
16. 陳寶蓮《較春》《曾在台灣發專輯》
17. 倪詩蓓《莫斯科的冬天》（曾在台灣發專輯）
18. 王思漢《八分熟的戀愛事件》（曾在台灣發專輯）
19. 梁家輝《誘惑我一輩子》（曾在台灣發專輯）
20. 余劍明《余劍明》
21. 梁浩賢《Ho Yin AVEP》
22. 梅愛芳《軟禁》
23. 戴蘊慧《The Opening Line》
24. 溫家恆《Extreme》（無綫藝員》
25. 郭晉安《一分一刻一點也願試》（無綫藝員）
26. 陳琪《親歷琪境》
27. 張德豪《黑客》
28. 王嘉明《公告天下》
29. 馮博娟《愛得太天真》
30. 劉日曦《無主之城》（幕後音樂人）
31. 歐倩怡《CINDY》（前無綫藝員》
32. 鄧昊天《昊天》
33. 蕭亮[1]
34. 安德尊《無綫藝員》[2]
35. 蔡汶家《Homemade》
36. 陳浩峰《補習之迷戀》
37. 陳見飛《飛》
38. 周潤發《舊情人》
39. 陳思慧《Way To Love》
40. 陳儀馨《願你多立誌·給我多一次》
41. 陳玉蓮《屬於我》（演員，曾在台灣發專輯）
42. 鄧麗盈《鄧麗盈》
43. 董敏莉《Monie Monie》
44. 馮玉玲《女兒心》
45. 甘子輝《換季情人》
46. 葛劍青《葛劍青》
47. 谷祖琳《Jo Koo》
48. 郭靜《她生》（幕後音樂人）
49. 郭子言《非行為》
50. 郭芯其《郭芯其同名專輯》
51. 海俊傑《微風中的海》（亞視藝員）
52. 何美玲《比誰都精彩》
53. 何婉盈《何婉盈》
54. 許建邦《Be My Side》（曾在台灣發專輯）
55. 胡凱欣《我很容易被寵壞》（曾在台灣發專輯）
56. 胡越山《胡越山》
57. 伍婉琛《心跟你心》
58. 黃啟光
59. 黃杏秀《一條冷頸巾》
60. 活希兒《Hello Kitty》
61. 陳永業《移情別戀》（香港電台DJ）
62. 李蘢怡《Tiffany Lee》
63. 陳思祺《Perfect Disorder》
64. 李婉華《藍》
65. 鄭家維《鄭家維同名專輯》
66. 吳展濠《籃孩子》
67. 梁俊軒《梁俊軒同名專輯》
68. 徐浩《Music In The City》（轉型為幕後音樂人）
69. 《竹工凡》（幕後音樂人）
70. 女生宿舍《Life Is Beautiful》
71. 梁靖琪《Bear In Mind》
72. 徐子珊《Kiss Me Kate》
73. 方珈悠《J'aime》
74. 李悅君《Erika》
75. 可嵐《女生不哭》
76. 黃鎧晴《明日經典》
77. 迪子《愛幻想》
78. 譚晴 《譚晴-說我》
79. 郭承匡 《Ambition》
80. 陳鈺芸《I Wanna Hold Your Heart》
81. 喬樂頤《In Wonderland》
82. 車盈霏《夢想號》
83. Charcoal《Going To The Private Party》
84. 4anda《Listen To My Heart》
85. 陳法拉《美麗人生》
86. 馮素波《玫瑰玫瑰我愛你》（無綫藝員）
87. 康賢《今夜遠方》
88. 劉璇《美麗的樣子》
89. 江欣燕《Baby Baby》
90. 唐素琪《Chelsea》
91. 原子鏸《只為您》
92. 周美欣《周美欣》
93. 林嘉寶《出線》
94. 方心美《搖擺如火》
95. 花生女郎《DJ Boy》
96. 仇雲峰《半真半假》
97. As One 《As OnE》
98. 梁球 《情深義斷》
99. 許子聰 《Story》
100. 黃志強 《情感難民》
101. 區紹偉 《百變金剛》
102. 蔣卓樂《Magic》
103. 麥偉豪 《走過天安門》
104. 張國強《Hello K.K. 仙人島》
105. 黎芷珊《創作兒歌故事集》
106. 孟素伶《新名字》
107. 吳夏萍《心的色彩》
108. 沈金鈴《一見鍾情》
109. 區耀國《勁度Rock N Roll》
110. 劉天蘭《City Girl》
111. 龍影霞《走過》
112. 陳曉慧《俘虜你》
113. 魯振順《天皇巨星》
114. 李錦華《日與夜》
115. 李達成《再一次》
116. 吳潔梅《Florence》
117. 李明珠《Pearl Lee》
118. 陳少偉《容許我》
119. 姚志漢《感情感覺》
120. 施偉芝《纏綿天地》
121. 甘子暉《換季情人》
122. 徐鎮東《流星的傳說》
123. 黎瑞蓮《最孤單的心》
124. 甄慧文《夢如人生》
125. 張茵《密室》
126. 楊小菁《烽火情仇》
127. 劉志榮《再會太平山》
128. 小虎隊 (香港)《忍著淚說Goodbye》
129. 何詠琳《想你的下雨天》
130. 白嘉倩《我有我》
131. 劉漢樂《劉漢樂》
132. 李俊傑《李俊傑》
133. 歐陽德勛《歐陽德勛》
134. 陳漢詩《還想你》
135. 鄧英敏《話你知.做人難》
136. 馬德鐘《愛您有罪》
137. 譚偉權《如若我是他(她)》
138. 李思捷《Dog.Com》
139. 吳卓羲《Fast Forward》
140. 唐寧《邀月唱》國語碟
141. 張天愛《大個女》
142. 陳明恩《香港有個陳明恩》
143. 何家慧《小白船》
144. 馬敏兒《馬敏兒之歌》
145. 李韻明《雲泥》
146. 嘉倫(梁嘉倫)《C.I.D》
147. 黃允財《世間情》
148. 歐陽珮珊《心靈隨霧散》
149. 夏妙然《唱家班,畫中的你》
150. 詹永俊《詹永俊》
151. 伍衛國《江湖小子》
152. 胡建中《曾像偶然》
153. 貝聶名《總是難忘》
154. 鍾嘉興《那個秋天》
155. 湯少昌《愛你，交出真心意》 (曾在馬來西亞發專輯)
156. 洪欣 《貼近》(曾在台灣發專輯)
157. 曾嘉莉《百變小櫻》

### 澳門
1. 雅立 《Arie》

### 中國大陸
1. 童孔 《童孔》
2. 王佩《與愛共舞》
3. 范冰冰《剛剛開始》（演員）
4. 王婧《我要的未來》
5. 楊冪《親冪關係Close to Me》（演員）
6. 胡瑤《為了遇見你》
7. 林宸希《不再問》
8. 林雨婷《陪你走一段》
9. 劉雨潼《候補戀人》
10. 筠子《春分 立秋 冬至》
11. 希莉娜依《希莉娜依 同名專輯》
12. 明萌派《Simple Band》
13. 龍寬九段《我聽這種音樂的時候最愛你》
14. 孔藝弦《Mel》
15. 何勇《垃圾場》
16. 周韌《榨取》
17. 張力尹《星願 (I WILL)》

### 其它
1. 尊龍《音樂尊龍Night&Day》（演員）

### 韓國
只計算實體作品
1. 金慈玉《公主是寂寞(공주는 외로워)》（已故女演員）
2. 池昌旭 中文迷你專輯《陪你》（演員）
3. Kiss《Kiss First Album》